# Marcel Buntaj
Marcel Buntaj (* 7. červen 1974, Bratislava, Československo) je hudebník, hráč na bicí nástroje a klavír, hudební producent a hudební aranžér.

## Život a kariéra
Je absolventem Bratislavské konzervatoře, kde vystudoval hru na bicí. Od šestnácti let spolupracoval na mnoha hudebních projektech různých hudebních žánrů od klasické hudby, jazzu (člen Big Bandu Bratislavské konzervatoře), blues po rock, nebo jako studiový hráč při nahrávání alb populární hudby.
V době svého studia nahrál tympány na albu Petra Martinčeka Missa Danubia (se sólisty Evou Jenisovou a Peterem Dvorským). Spolupracoval s hudebními formacemi jako Bossa Noha (v letech 1989–1994), Bratislavské jazzové kvarteto (1990), Orchestr Komorné opery v Bratislavě (1991), Oklobase (1991–1992), Blues Band Joža „Barryho” Barinu, Jazz Special, Scat Adrieny Bartošové, v Československém Kvintetu, v MIDI Roba Grigorova, v Mr. Band Silvie Josifoské (1991–1993), v letech 1994–2008 byl členem formace Peter Lipa Band, v roce 2001 se stal členem kapely Wedding Band.
Jako jeden z nejvyhledávanějších hudebníků na Slovensku a v Česku dostal v roce 1995 Cenu Ladislava Martoníka jako "jazzman roku" a v roce 1998 získal cenu hudební akademie "Grand Prix ZAI 1997" jako instrumentalista roku.
V roce 1997 spolu s Andrejem Šebanem, Oskarem Rózsou a Marošem Hečkem založili dnes už rozpadnutou formaci Free Faces, se kterou nahráli dvě alba a jedno EP, a v téže době se jeho spolupráce se Šebanem a Rószou přetavila do tria BuŠeRo (Buntaj – Šeban – Rózsa), které bylo známé několikahodinovými improvizovanými koncerty a doprovázením známých slovenských umělců jako například Marián Varga (1999–2000), Jaroslav Filip (1997–2000), Richard Müller(1995–2005). V této sestavě v triu nahráli 2 vlastní alba: 2CD Milión Bohov a Kamakura.
Zúčastnil se mnoha workshopů a hudebních festivalů na Slovensku i v zahraničí (Rakousko, USA, Česko, Francie, Polsko, Švýcarsko, Lucembursko, Anglie, Švédsko, Maďarsko, Itálie, Německo, Rumunsko).
Jeho hru na rytmické nástroje je možné slyšet v skladbách umělců populární hudby: Jana Kirschner, Lenka Filipová, Pavol Hammel, Orchestr Gustava Broma, Adriena Bartošová, Beata Dubasová, Václav Patejdl, Oľga Záblacká, Katarína Hasprová, Robo Grigorov, Robo Opatovský, Richard Müller, Jaro Filip, Marián Varga, Jiří Stivín, Peter Cmorík a mnoho dalších.
V roce 2000 hrával se skupinou IMT Smile a v roce 2003 hostoval se skupinou Elán na koncertě na Letenské pláni v Praze. Nahrál hudbu k muzikálům Jozef a jeho zázračný farebný plášť a Cyrano z predmestia.
Od roku 2004 hraje spolu s baskytaristou Martinem Gašparem a hráčem na klávesové nástroje Jurajem Tatárem v kapele nazvané Bkk Trio. Trio vzniklo z hudebníků hrajících už deset let v skupině Petra Lipy. V roce 2005 skupina vydala skladby ze svého repertoáru na debutovém albu Bukake jazz....
Koncem roku 2008 se spolu s ostatními členy BKK tria spojil s kytaristou TEAMu Dušanem Antalíkem a vytvořili jazz-rockovou kapelu Aeroc Therapy.
Kromě nahrávání a produkování alb jiných interpretů Marcel Buntaj vydal v roce 2008 vlastní sólové album Marcel Buntaj, které si zkomponoval, zaranžoval a nahrál sám. Marcel v albu využil svůj talent v tzv. mouth-drums, v modulování a napodobování zvuků různých hudebních nástrojů. V roce 2010 vyšly dvě skladby z tohoto alba v Kanadě na nu-jazzové kompilaci Long Distance Compilation, která v roce 2009 vyšla taky na Slovensku.
K zajímavým okamžikům jeho života patří koncert v roce 2006 s kapelou TUTU pro prezidenta České republiky Václava Klause a koncert se žijící legendou jazz-funku a fusion, baskytaristou Victorem Baileym (Madonna, Weather Report, Steps Ahead...). V průběhu května a června roku 2009 se zapojil do česko-slovenského projektu Megakoncert Fontána pro Zuzanu live, kde spolu s ostatními členy kapely doprovázel v několika českých i slovenských městech zpěvácké hvězdy jako Lucii Bílou, Pavola Haberu, Joža Ráže aj.
V současnosti[kdy?] Marcel koncertuje hlavně s Bkk-triem, Pavlem Hammelem, Vašo Patejdlem, spolu s Martinem Gašparem hraje jako člen skupiny TUTU Borise Urbánka, jako člen orchestru "Diabolské husle Jána Berkyho", Vlastou Redlem, Petrem Lipou. Produkuje třetí album Tomáše Bezdedy a podílí se na přípravě druhého CD Bkk-tria. Jeho diskografie dosud obsahuje přes 100 alb a neustále se zvětšuje...

## Diskografie

### S Robem Grigorovem
- 1994 – Robo Grigorov – Unplugged...14naj...Robo Grigorov
- 1993 – Robo Grigorov – Z extrému do ekstrému

### S Pavlem Hammelem
- 1995 – Pavol Hammel – Pavol Hammel Unplugged
- 1997 – Pavol Hammel – Život je...
- 1999 – Cyrano z predmestia – Hammel, Varga, Hladík, Štrasser
- 2006 – Pavol Hammel –Pavol Hammel live v Aréne CD/DVD
- 2011 – Pavol Hammel – Best of...

### S Richardem Müllerem
- 1996 – Richard Müller – LSD (reedícia 2002)
- 1998 – Richard Müller – Nočná Optika
- 1999 – Richard Müller – Koniec sveta (reedícia 2002)
- 1999 – Richard Müller – Müllenium Live (reedícia 2002)
- 2000 – Richard Müller – Bioelektrovízia (bonus)
- 2000 – Richard Müller – … a hosté
- 2001 – Richard Müller – ’01
- 2002 – Richard Müller – Retro
- 2006 – Richard Müller – Čo bolo, bolo
- 2011 – Richard Müller – Všetko

### S Adrienou Bartošovou
- 1996 – Adriena Bartošová – Mais Que Nada
- 2000 – Adriena Bartošová – Confession
- 2002 – Adriena Bartošová – Už viem

### Hudební projekty
- 1997 – Andrej Šeban – Ba(n)d...
- 1998 – Free Faces – I'am Waiting...
- 1998 – Free Faces – Almost True Story
- 2001 – Free Faces – La Belle Epoque (dvojalbum)
- 1999 – Šeban, Rózsa, Buntaj – Milión bohov (dvojalbum)
- 2000 – Šeban, Rózsa, Buntaj – Kamakura
- 1999 – Marek Brezovský, Oskar Rózsa – Hrana
- 2000 – Bezmocná hŕstka – Platňa pre dospelé deti
- 2000 – Andrej Šeban – Bezvetrie
- 2003 – Oskar Rózsa Sextet
- 2003 – Home Made Mutant – High Voltage Resistance
- 2005 – Home Made Mutant – Pitbull Report
- 2004 – Buntaj, Tatár, Gašpar – Bukake jazz
- 2004 – NU: Compilation of nu slovak artists (1.M.Buntaj–Wentilator Liptowsky)
- 2005 – ' Heads – Overstep
- 2009 – hŕstka – Európou [4] [5] – Azyl Music

### Dan Gladis
- 1999 – Dan Gladis – Money & Lovers
- 2000 – Dan Gladis – The story of a funny man (Dan Gladis and Bangladesh)
- 2001 – Gladis – Inside the Fence (Dan Gladis and Bangladesh)
- 2001 – Gladis – Live at E55 (Dan Gladis and Bangladesh)
- 2003 – Dan Gladis – Unplugged in Fleda (Dan Gladis and Bangladesh – dvojalbum)

### S Petrem Lipou
- 1995 – Lipa – 3. International Blues & Rock and Gastronomic festival
- 1996 – Lipa – 4. International Blues & Rock and Gastronomic festival
- 1998 – Lipa – Čierny Peter
- 2000 – Lipa – Neúprosné ráno (bonus)
- 2001 – Lipa – ...v najlepších rokoch
- 2001 – Peter Lipa – Naspäť na stromy
- 2002 – Lipa – Beatles in Blue(s)
- 2004 – Peter Lipa Band – Live in Hungary
- 2005 – Lipa & Band – Live in Akropolis Praque
- 2005 – Peter Lipa – Lipa spieva Lasicu

### Další projekty
- 1995 – Young Slovak Jazz – Mr.Band, Bossa Noha, HF
- 1997 – Slovak Jazz 1997 (Adriena Bartošová, Peter Lipa, Juraj Tatár, Andrej Šeban, Gabo Jonáš a Matúš Jakabčic)
- 1997 – Gustav Brom Big Band – Gustav Brom BB
- 1992 – Martinček – Missa Danubia
- 1994 – Berco Balogh & Fredy Ayisi – Not really Black, not really white
- 1994 – Allan Mikušek – Stále hrám... (reedice 1997)
- 1996 – Denisa Marková – Fanny
- 1996 – Bartošová – Čekám svůj den
- 1997 – Jana Kirschner – Jana Kirschner
- 1998 – Pavla Milcová & Tarzan Pepé – Pavla Milcová & Tarzan Pepé
- 1998 – Jaro Filip – Ten, čo hrával s Dežom
- 1998 – Ivana Christová – Ivana
- 1999 – Patejdl – Fontána pre Zuzanu 3
- 2000 – I.M.T. Smile – Nech sa páči
- 2000 – Mimicry – Obrázky
- 2000 – Live at Slovak Radio
- 2000 – Dežo Ursíny – Pevniny a vrchy 2 (rarity)
- 2000 – Kirschner – V cudzom meste
- 2000 – Dubasová – 7 dní
- 2001 – P.S. – Dobré ráno
- 2002 – pre Zuzanu – Najväčšie hity
- 2002 – Železňák – Ďalšia o láske
- 2002 – Patejdl – Spovedaj ma zo spomienok '02
- 2002 – Katarína Hasprová – Chvíľu so mnou leť
- 2002 – Band – Na slovenskej svadbe 1
- 2003 – P.S. – Všetko naopak
- 2003 – Opatovský – Prílev energie
- 2003 – Mária Podhradská – Rozhodnuté
- 2003 – Oľga Záblacká – U.F.O.
- 2003 – I.M.T. Smile – I.M.T. Smile
- 2003 – Elán – Tretie oko
- 2003 – Elán – Megakoncert
- 2003 – Lenka Filipová – Tisíc způsobů jak zabít lásku
- 2003 – Band – Na československom žúre
- 2004 – Elán – Megakoncert (dvojalbum)
- 2004 – Patejdl – Do očí
- 2004 – Láďa Kerndl & Tereza Kerndlová – Pár příběhů...
- 2005 – Michal Pavlíček a Ondrej Konrád & friends (Československé = Gumbo)
- 2005 – Circulation – Double Affair
- 2005 – Peter Cardarelli – Knights of the Living Groove
- 2005 – Smile – Diamant
- 2006 – Henry Tóth – Breath & Blue
- 2006 – Cirkus – Cirkus
- 2006 – Peter Cmorik – Nádherný deň
- 2006 – Pavol Hammel – Pavol Hammel live v Aréne
- 2006 – Elán – Best of Elan 2CD
- 2006 – Peter Lipa – Gold
- 2006 – Richard Müller – Čo bolo, bolo
- 2007 – Filip – Najkrajšie piesne Jara Filipa
- 2007 – Tutu – Jazz at Prague castle 2006'
- 2007 – Papp – Čarovný dom
- 2007 – Slavonix
- 2007 – Eggnoise – Albumen
- 2007 – Dano Heriban – Leporelo
- 2007 – Peter Cmorik – Žijem ako viem
- 2008 – Buntaj – Marcel Buntaj
- 2008 – Róbert Roth – Klamanie telom
- 2008 – Home Made Mutant – Made Home
- 2008 – Peter Cmorik – Poland edition
- 2009 – Peter Cmorik Band – Jedno si želám
- 2009 – Kristina – ...ešte váham
- 2009 – Sisa Michalidesová – Zimní kúzelníci
- 2009 – Tweens – Láska chce viac
- 2009 – Long Distance Compilation – Marcel Buntaj
- 2010 – Kristina – V sieti ta mam
- 2010 – Bartosova – Trojlistok
- 2010 – Buntaj Sarissky – Purgatory
- 2011 – Hammel – Best of...
- 2011 – Vlasta Redl – Koncert, který se nekonal
- 2011 – Richard Müller – Všetko